# 샤잠! (영화)
《샤잠!》(영어: Shazam!)은 2019년 공개된 미국의 슈퍼히어로 영화로, DC 코믹스의 동명 만화 캐릭터를 원작으로 한다. DC 확장 유니버스의 7번째 작품에 해당한다. 다비드 F. 산드베리가 감독을 맡았고, 제커리 리바이, 애셔 에인절, 마크 스트롱 등이 출연한다. 1941년 발간된 원작 만화 《캡틴 마블의 모험》의 첫번째 실사영화 작품이다.

## 줄거리
모든 히어로의 능력이 하나로 모였다! 솔로몬의 지혜, 헤라클레스의 힘, 아틀라스의 체력, 제우스의 능력, 아킬레스의 용기, 머큐리의 속도까지! 우연히 슈퍼 파워를 얻게 된 소년 빌리가 자신의 능력을 깨닫고 슈퍼히어로로 다시 태어난다!

## 출연
- 애셔 에인절, 재커리 리바이 - 빌리 뱃슨 / 샤잠 역
  - 데이비드 콜드스미스 - 어린 뱃슨 역
- 마크 스트롱 - 새디어스 시바나 역
  - 이선 푸조토 - 어린 시바나 역
- 잭 딜런 그레이저 - 프레더릭 "프레디" 프리먼 역
  - 애덤 브로디 - 슈퍼히어로 프레디 역
- 자이먼 혼수 - 샤잠 역
- 페이스 허먼 - 달라 더들리 역
  - 메건 굿 - 슈퍼히어로 달라 역
- 그레이스 풀턴 - 메리 브롬필드 역
  - 미셸 보스 - 슈퍼히어로 메리 역
- 이언 천 - 유진 최 역
  - 로스 버틀러 - 슈퍼히어로 유진 역
- 조번 아먼드 - 페드로 페냐 역
  - D. J. 코트로나 - 슈퍼히어로 페드로 역
- 마타 밀런스 - 로사 바스케스 역
- 쿠퍼 앤드루스 - 빅터 바스케스 역
- 존 글러버 - 시바나 아버지 역
- 웨인 워드 - 시드 시바나 역
  - 랜던 도크 - 어린 시드 시바나 역
- 캐롤라인 팔머 - 레이철 뱃슨 역
- 나탈리아 사프란
- 데이빗 J. 맥닐
- 조반 아만드 - 페드로 페냐 역

감독인 다비드 F. 산드베리는 크로코다일맨으로 카메오 출연하였으며, 크레딧 이후 장면에 나오는 미스터 민드의 목소리도 연기하였다. 산드베리의 아내인 로타 로스텐 또한 시바나의 조수 린 크로즈비 역으로 출연하였다. 음향 디자이너 빌 딘은 배트맨 장난감 목소리로 출연하였으며, 재커리 리바의 스턴트맨 라이언 핸들리는 슈퍼맨으로 카메오 출연하였다.